# Troticus flaviscapus
Troticus flaviscapus är en stekelart som beskrevs av Braet 2001. Troticus flaviscapus ingår i släktet Troticus och familjen bracksteklar. Inga underarter finns listade i Catalogue of Life.